# 广州广播电视台购物频道
广州广播电视台购物频道简称“广州购物频道”，又称“粤购频道”，是广州广播电视台旗下的购物频道，主要播出电视购物类节目，播出语言全部为粤语（2016年7月20日至9月初出现过普通话节目）。它是中国大陆首个电视购物专业频道。频道播出期间，在广东地区接收方面，U互动只有广州、佛山和肇庆三地可以收到，有线版除深圳以外都可以收到。

## 历史
本频道在2006年4月28日开播，早期它与粤购合作，一齐推出了以电视营销为主的电视节目来对抗其它电视台的购物频道。播出期间都全部使用粤语做广播，全天24小时都有节目。
2016年5月30号傍晚，广州广播电视台下属单位——粤购公司（全称“广州粤购电子商务有限公司”）向电视台称，该公司出现经营困难，董事长萧孝铭及财务部负责人都卷款跑路，而粤购的牌照给了浙江的一间公司使用，属下的直属企业——广州飞羊（全称“广州飞羊影视传播有限公司”）的人因为拖欠公司的场地租金及其它费用而被电视台请走，令供应商的库存商品因为没人搞而没办法退出，期间还出现了拖延的情况。
受此事件影响，本频道播出的节目变成重播节目为主，一日的节目播出亦大幅缩水到15.5小时（08:00开台，23:30收台）。虽然在2016年7月20日恢复播出购物节目，但节目却改成了邑购（江门广播电视台购物频道）节目，开播时间亦延长到18小时（06:00开台，00:00收台），但随后被改回07:00开台，23:30收台。
2016年9月初，频道改播成时尚生活街的节目（重播为主），节目亦恢复全天24小时播出。但在同年11月7日深夜，频道在未事先通知的情况下而擅自停播了11日。恢复播出之后，由于节目质量越来越差，节目收视率几乎为零。
2020年5月19日，经国家广播电视总局批复，因业务发展需要，广州广播电视台生活、少儿、购物三个频道同步停播。直到同年6月8日0时39分，本频道亦正式宣布停播，并从此走入历史。